# Stepaniwka (obwód chersoński)
Stepaniwka (ukr. Степанівка) – wieś na Ukrainie, w obwodzie chersońskim, w rejonie chersońskim, w hromadzie Chersoń. W 2001 liczyła 3684 mieszkańców, spośród których 2955 wskazało jako ojczysty język ukraiński, 720 rosyjski, 2 mołdawski, 2 białoruski, 1 niemiecki, a 4 inny.